# Tunel Karawanki (drogowy)
Tunel Karawanki, Tunel pod Karawankami (niem. Karawankentunnel, słoweń. Predor Karavanke) – jednotubowy (jednojezdniowy) tunel drogowy długości 7864 m, zbudowany w latach 1986–1991 pod masywem górskim Karawanki, stanowiący część europejskiej trasy E61, pomiędzy austriacką autostradą A11 i słoweńską autostradą A2.
Tunel ma 7864 m długości, zaś odległość pomiędzy obydwoma portalami wynosi 8019 m (4269 m w Austrii i 3750 m w Słowenii).
Północny portal tunelu zlokalizowany jest w austriackiej gminie St. Jakob im Rosental (niedaleko miejscowości Rosenbach), zaś portal południowy znajduje się na terenie słoweńskich gmin: Kranjska Gora (w pobliżu miejscowości Dovje) i Jesenice (nieopodal miejscowości Hrušica).
W związku ze znacznym natężeniem ruchu, w tunelu obowiązuje stałe ograniczenie prędkości do 80 km/h.
W bezpośrednim sąsiedztwie tunelu drogowego usytuowany jest tunel kolejowy o tej samej nazwie.

## Opłaty
Korzystanie z tunelu jest płatne dla wszystkich rodzajów pojazdów.

## Łączność
W tunelu jest zapewniony dostęp do stacji radiowych Hitradio Ö3 (90,4 MHz) oraz VAL 202 (98,9 MHz). Operatorami stacji są odpowiednio Österreichischer Rundfunk i Radiotelevizija Slovenija.

## Bezpieczeństwo
W maju 2012 przed wjazdem do tunelu po austriackiej stronie zainstalowano system urządzeń sprawdzające temperaturę hamulców w samochodach ciężarowych i autokarach. W przypadku zbyt wysokiej temperatury następuje blokada wjazdu poprzez sygnalizację świetlną w celu ochrony przed potencjalnym wybuchem pożaru. Przez pierwszy rok działania system zatrzymał około 300 ciężarówek i autokarów.
We wrześniu 2013 słoweński operator tunelu (DARS) przeprowadził test systemu wideo wykrywającego zaburzenia w ruchu samochodowym.

## Historia
Idea wydrążenia tunelu pod pasmem Karawanków realnych kształtów zaczęła nabierać w latach 70. XX wieku. Pierwotnie tunel projektowano, jako budowlę składającą się z dwóch niezależnych tub, z dwupasowymi jezdniami w każdej z nich, jednak ostatecznie do tej pory została zbudowana tylko jedna tuba – zachodnia (po jednym pasie ruchu w każdym kierunku). W 1977 władze Austrii i Jugosławii podpisały traktat o rozpoczęciu budowy. 29 czerwca 1978 parlament austriacki podjął decyzję o sfinansowaniu części inwestycji (1,2 mld szylingów). W 1985 Jugosławia otrzymała dofinansowanie z Europejskiego Banku Inwestycyjnego. Inwestorem po stronie austriackiej był Tauernautobahn AG, zaś po stronie jugosłowiańskiej Skupnost za ceste Slovenije (funkcjonująca w latach 1983–1989), a następnie jej sukcesor Republiška uprava za ceste (działająca w latach 1990–1994). Budowę rozpoczęto 12 sierpnia 1986 na jugosłowiańskim fragmencie (wykonawcą była firma Slovenija ceste Tehnika z Lublany), zaś w czerwcu 1987 ruszyły prace w austriackiej części (wykonawcą była firma Swietelsky z Linzu). Roboty zakończono w maju 1991, a tunel uroczyście otwarto 1 czerwca 1991. Od oddania budowli do użytku czas podróży z Villach do Lublany skrócił się o godzinę. Podczas wojny dziesięciodniowej obiekt został na krótko (30 czerwca 1991) zajęty przez Jugosłowiańską Armię Ludową, a następnie odbity przez jednostki Obrony Terytorialnej Republiki Słowenii.

## Rozbudowa
29 kwietnia 2004 Parlament Europejski przyjął dyrektywę 2004/54/WE w sprawie minimalnych wymagań bezpieczeństwa dla tuneli w transeuropejskiej sieci drogowej. Na jej podstawie w 2006 przeprowadzono analizę, mającą określić opłacalność budowy drugiej (wschodniej) tuby. W marcu 2015 ASFINAG potwierdził pełną rozbudowę trasy. Spodziewany koszt inwestycji wyniesie 340 mln €. Dokumentacja projektowa została sfinansowana przez Unię Europejską – w ramach programu „Łącząc Europę” – za 3,35 mln euro, natomiast budowę dofinansowano kwotą 9,4 mln euro. Wykonawcą prac w austriackiej części tunelu jest Swietelsky Tunnelbau, zaś słoweński odcinek buduje turecki Cengiz İnşaat ze Stambułu. Od września 2015 do października 2017 trwała budowa 250-metrowego odcinka nowej jezdni przed przyszłym portalem po stronie austriackiej oraz 350-metrowego wiaduktu, prowadzącego do nowej tuby, której drążenie rozpoczęto 18 września 2018. Zakończenie prac ma nastąpić w czerwcu 2025. Wówczas cały ruch zostanie przeniesiony do nowej tuby, zaś obecnie istniejąca zostanie zamknięta w celu przeprowadzenia jej remontu, mającego trwać do połowy 2027. Wschodnia tuba ma mieć długość 7948 m (4402 m w Austrii i 3546 m w Słowenii).

## Galeria

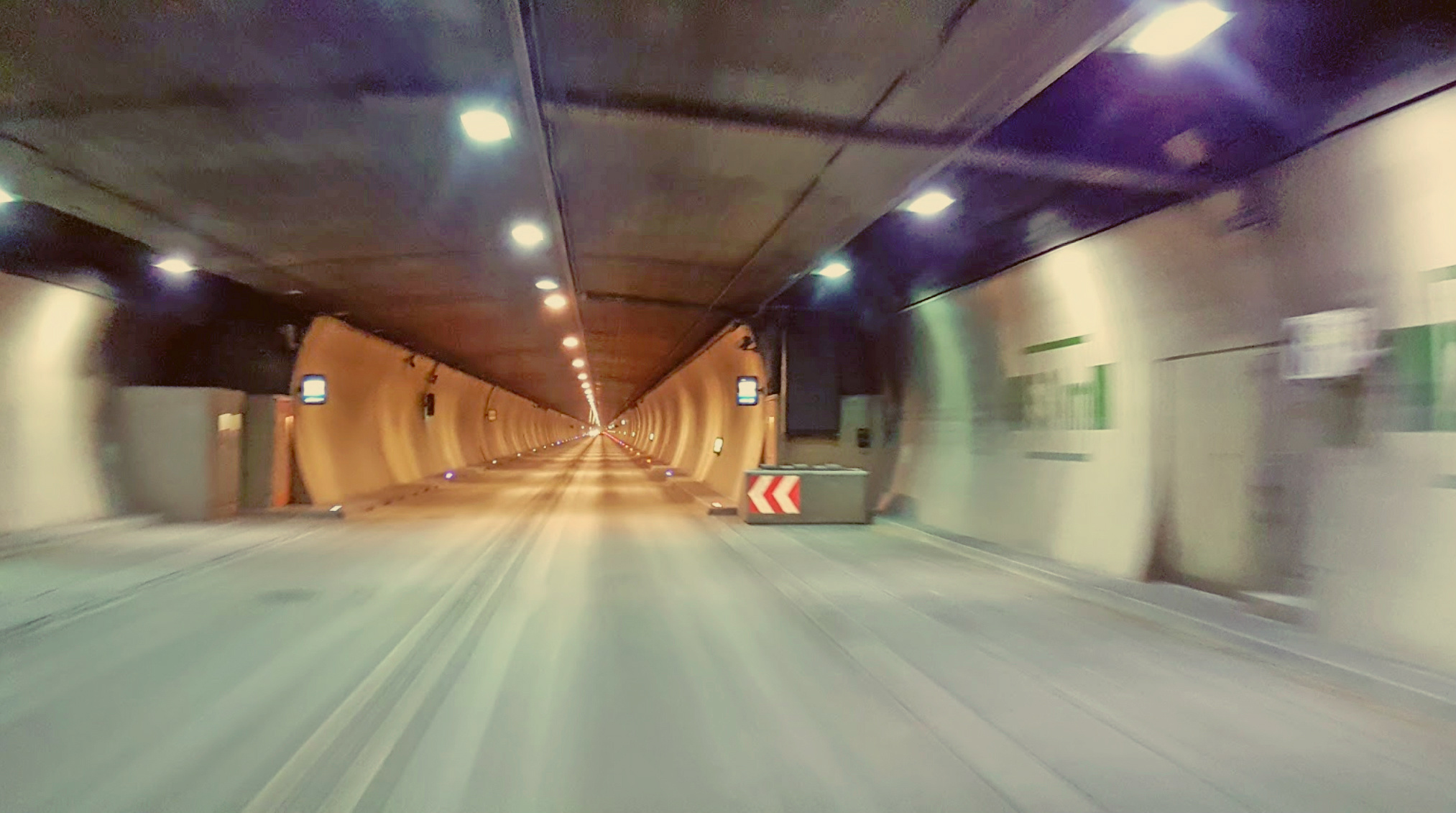
Wnętrze tunelu (2017)
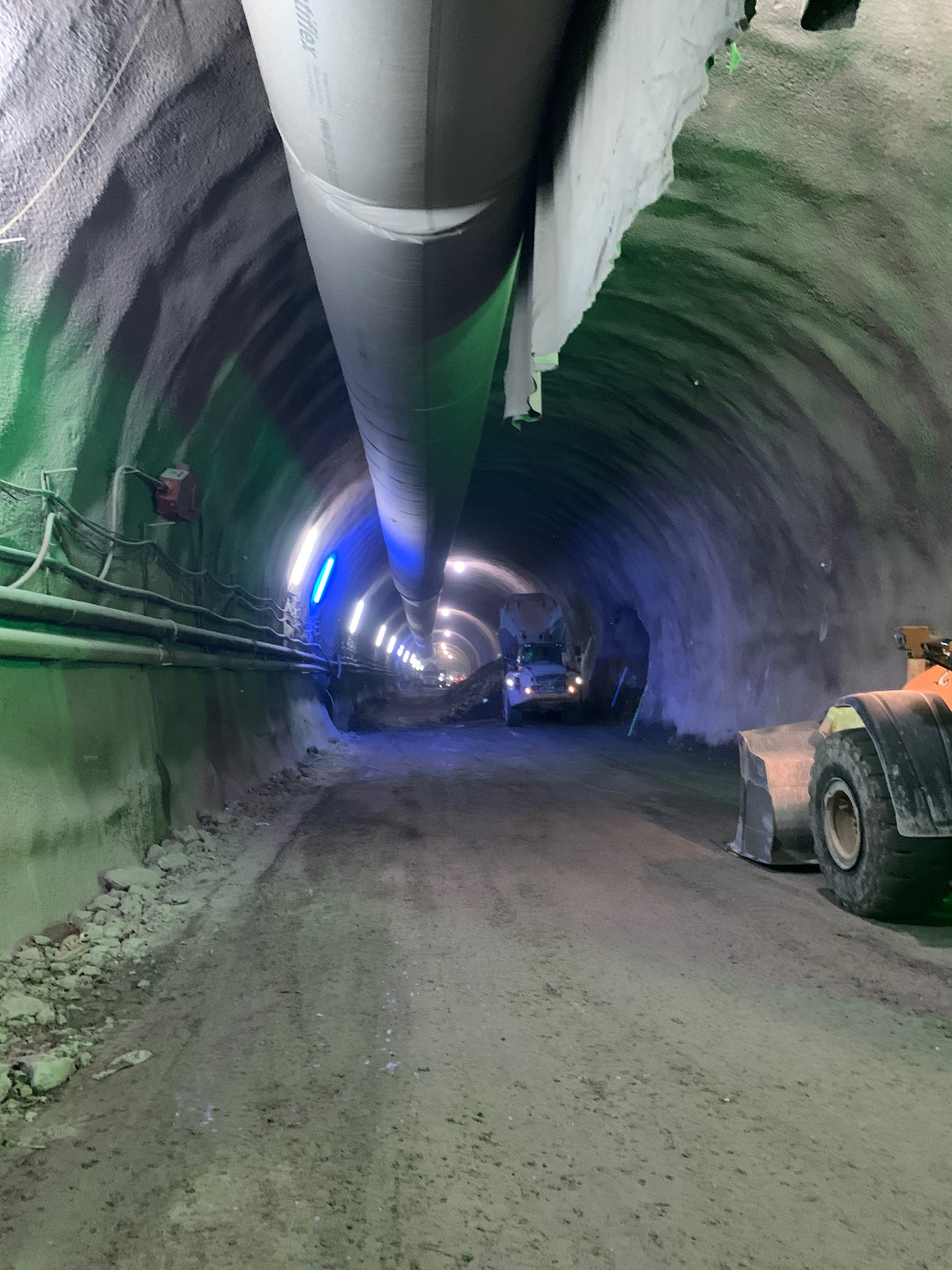
Budowa wschodniej tuby tunelu (2019)
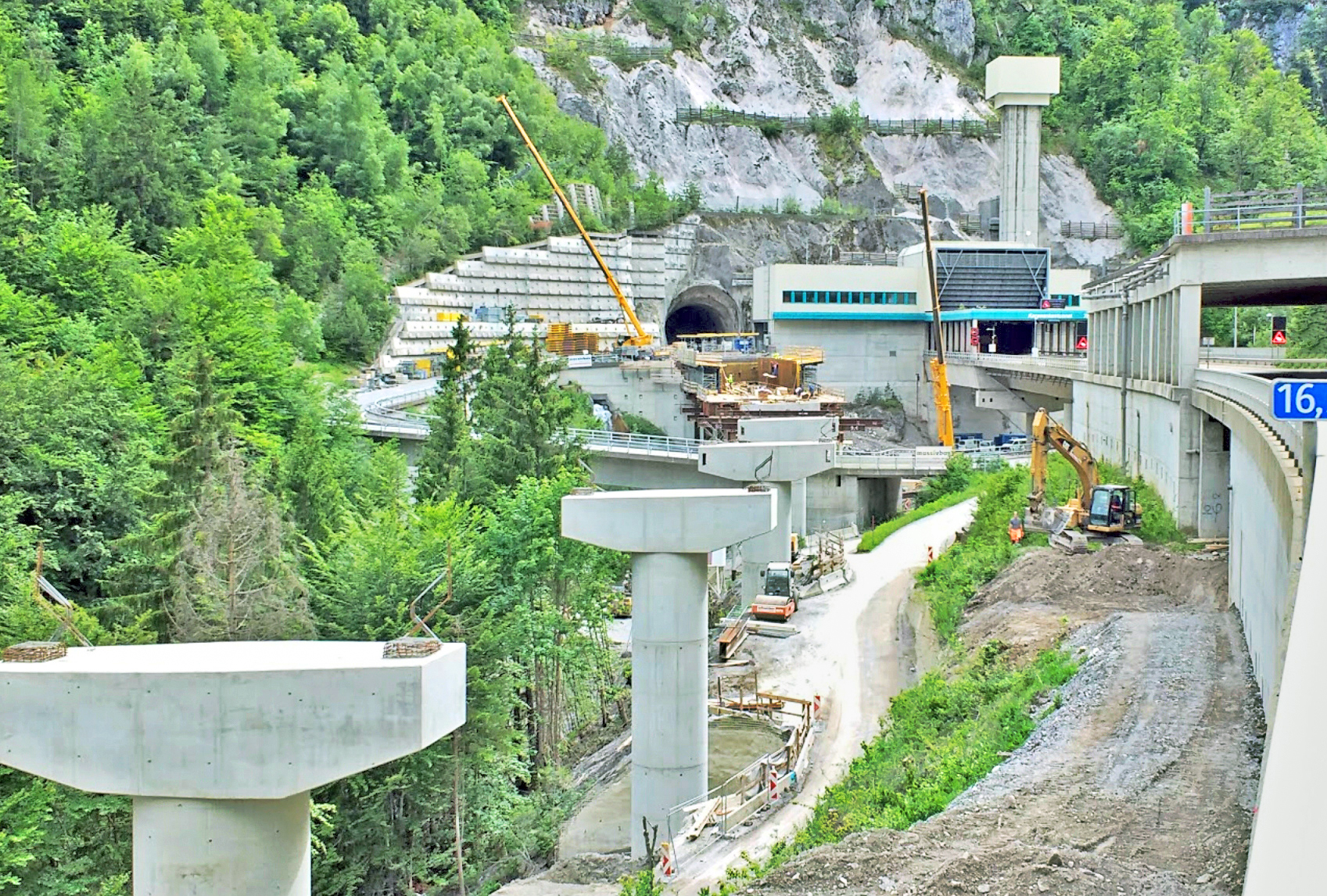
Podpory wiaduktu dojazdowego (2016)